# Église Saint-Beauzire de Saint-Beauzire
Pour les articles homonymes, voir Église Saint-Beauzire.
L'église Saint-Beauzire est un édifice situé à Saint-Beauzire, en France.

## Localisation
L'église est située sur le territoire de la commune de Saint-Beauzire, dans le département de la Haute-Loire, en région Auvergne-Rhône-Alpes.

## Description
L'église reflète l'architecture romane auvergnate, où se retrouvent tous les éléments classiques, à cette époque, dans la région du Velay. L'abside en cul-de-four présente trois fenêtres romanes à double voussure portée par des chapiteaux et colonnettes sur bahut assez élevé. L'église a conservé, de son origine monastique, une travée de chœur sous coupole sur trompes assez archaïque, intermédiaire entre l'abside et la croisée du transept voûté en berceau légèrement brisé. Disposition de la travée de chœur marquant l'affectation des stalles de chœur pour l'office. Agrandissement de la face ouest au XIXe siècle.

## Historique
L'église est inscrite partiellement au titre des monuments historiques par arrêté du 3 juin 1957.